# Malacalcyonacea
Ordre
Les Malacalcyonacea sont un ordre de gorgones regroupant la majorité des espèces actuelles (les autres étant classées parmi les Scleralcyonacea).

## Description et caractéristiques

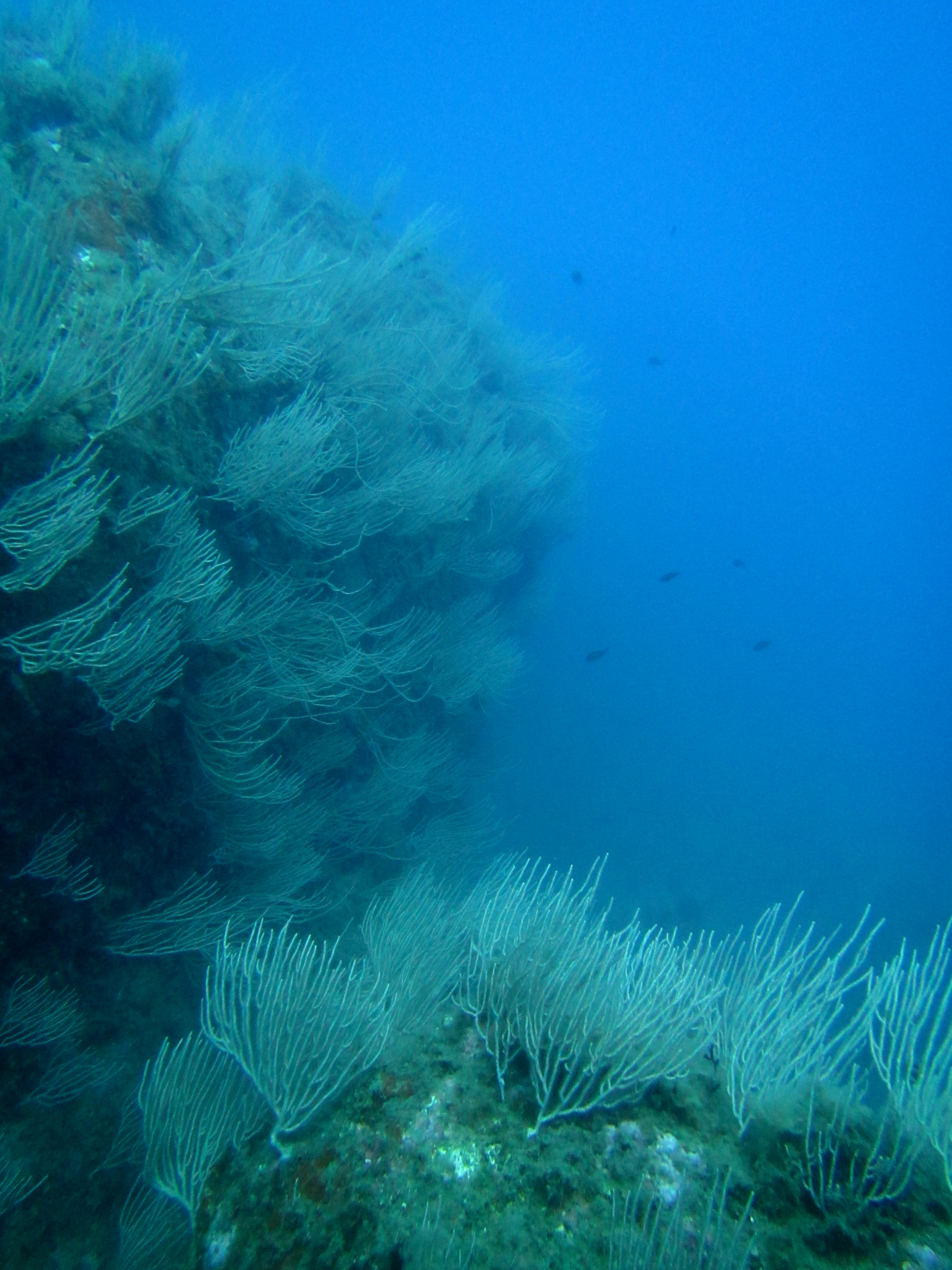
Eunicella singularis, une gorgone commune en Méditerranée.

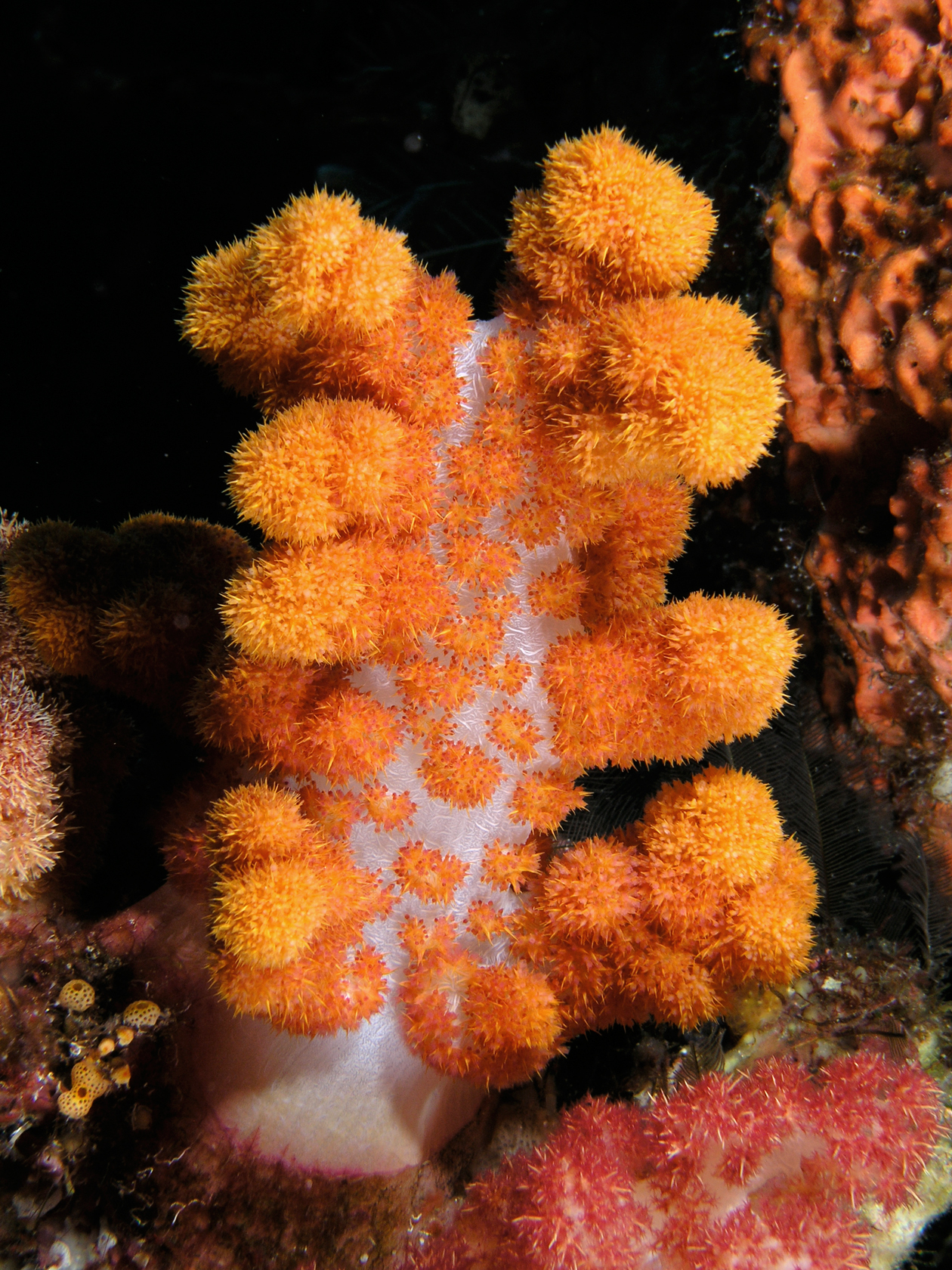
Un corail mou (du genre Dendronephthya) en Indonésie.

Ces animaux sont des cnidaires, cousins des coraux. Il s'agit, comme eux, de colonies clonales de petits polypes qui construisent un squelette commun, qui peut être dur (en carbonate de calcium : ce sont les « gorgones ») ou mou (protéique : ce sont les « coraux mous »). On distingue cependant les Octocorallia au fait que leurs polypes ont huit bras (ou un multiple de huit), contrairement aux coraux « vrais » (Scleractinia ou Madréporaires), qui en ont six (ou un multiple de six). Les octocoraux ne devraient donc pas être appelés « coraux ».
Ces animaux n'ont pas (ou peu) de zooxanthelles, et n'ont donc en général pas besoin de lumière pour leur croissance. En conséquence, on les trouvera en abondance dans la pénombre (tombants, grottes, déclivités) ainsi qu'en grande profondeur.
Certaines espèces peuvent atteindre de grandes tailles et mesurer plus d'1 mètre de haut, comme Annella mollis ou Paramuricea clavata.

## Répartition
Les espèces de cet ordre se rencontrent dans les eaux peu profondes du bassin Indo-Pacifique tropical.

## Liste des familles
Selon World Register of Marine Species (21 février 2024) :
- famille Acanthoaxiidae van Ofwegen & McFadden, 2010
- famille Acrophytidae McFadden & van Ofwegen, 2017
- famille Acrossotidae Bourne, 1914
- famille Alcyoniidae Lamouroux, 1812
- famille Anthogorgiidae McFadden, van Ofwegen & Quattrini, 2022
- famille Aquaumbridae Breedy, van Ofwegen & Vargas, 2012
- famille Arulidae McFadden & van Ofwegen, 2012
- famille Astrogorgiidae McFadden, van Ofwegen & Quattrini, 2022
- famille Capnellidae McFadden, van Ofwegen & Quattrini, 2022
- famille Carijoidae McFadden, van Ofwegen & Quattrini, 2022
- famille Cerveridae McFadden, van Ofwegen & Quattrini, 2022
- famille Cladiellidae McFadden, van Ofwegen & Quattrini, 2022
- famille Clavulariidae Hickson, 1894
- famille Coelogorgiidae Bourne, 1900
- famille Corymbophytidae McFadden & van Ofwegen, 2017
- famille Discophytidae McFadden, van Ofwegen & Quattrini, 2022
- famille Eunicellidae McFadden, van Ofwegen & Quattrini, 2022
- famille Euplexauridae McFadden, van Ofwegen & Quattrini, 2022
- famille Gorgoniidae Lamouroux, 1812
- famille Incrustatidae McFadden, van Ofwegen & Quattrini, 2022
- famille Isididae Lamouroux, 1812
- famille Keroeididae Kinoshita, 1910
- famille Lemnaliadae Gray, 1869
- famille Leptophytidae McFadden & van Ofwegen, 2017
- famille Malacacanthidae McFadden, van Ofwegen & Quattrini, 2022
- famille Melithaeidae Gray, 1870
- famille Nephtheidae Gray, 1862
- famille Nephthyigorgiidae McFadden, van Ofwegen & Quattrini, 2022
- famille Nidaliidae Gray, 1869
- famille Paralcyoniidae Gray, 1869
- famille Paramuriceidae Bayer, 1956
- famille Plexaurellidae Verrill, 1912
- famille Plexauridae Gray, 1859
- famille Pseudonephtheidae McFadden, van Ofwegen & Quattrini, 2022
- famille Pterogorgiidae McFadden, van Ofwegen & Quattrini, 2022
- famille Rosgorgiidae McFadden, van Ofwegen & Quattrini, 2022
- famille Sarcophytidae Gray, 1869
- famille Scleracidae McFadden, van Ofwegen & Quattrini, 2022
- famille Sinulariidae McFadden, van Ofwegen & Quattrini, 2022
- famille Siphonogorgiidae Kölliker, 1874
- famille Skamnariidae McFadden, van Ofwegen & Quattrini, 2022
- famille Subergorgiidae Gray, 1859
- famille Taiaroidae Bayer & Muzik, 1976
- famille Tubiporidae Ehrenberg, 1828
- famille Victorgorgiidae Moore, Alderslade & Miller, 2017
- famille Xeniidae Ehrenberg, 1828

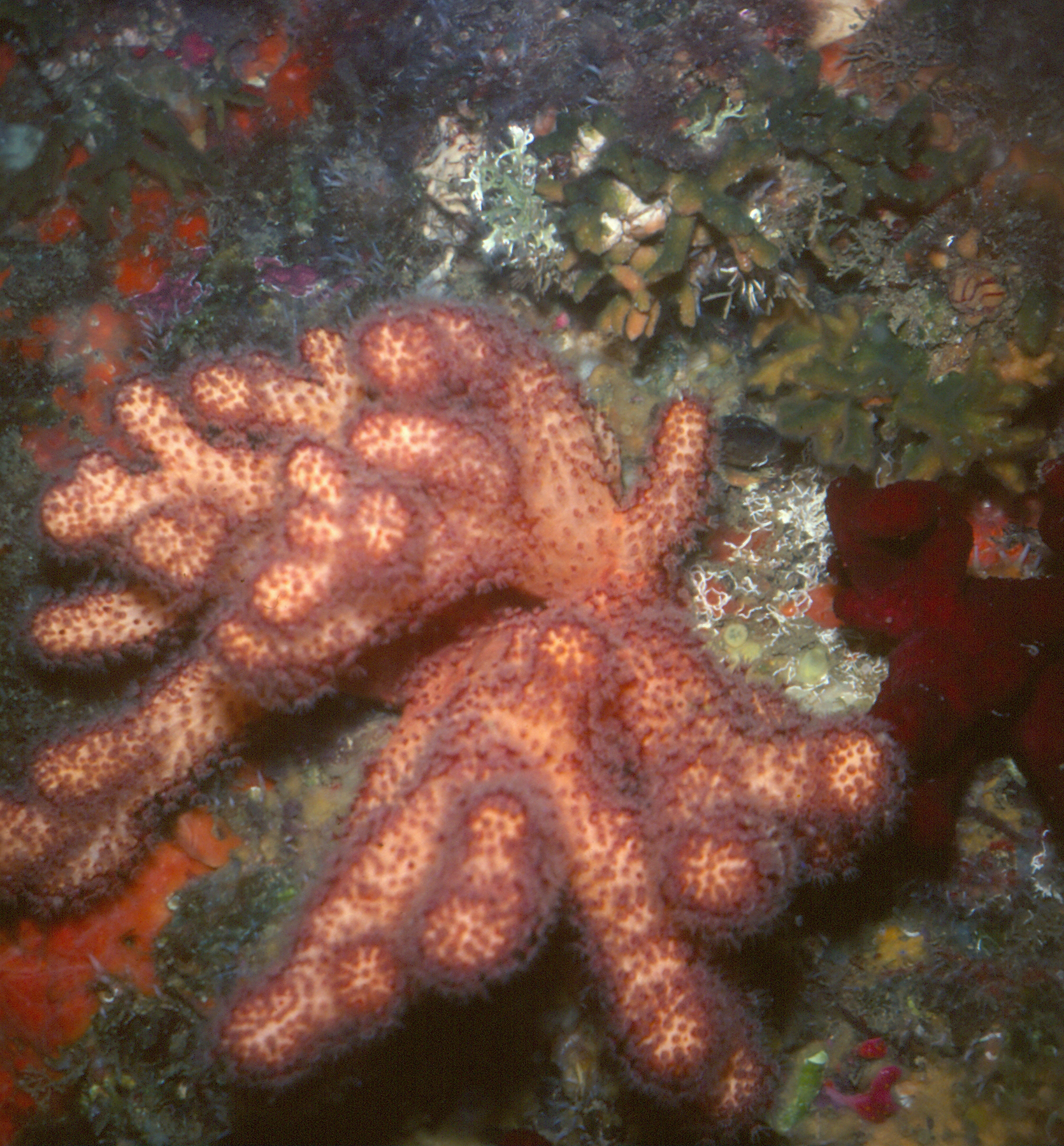
Alcyonium acaule, un Alcyoniidae.
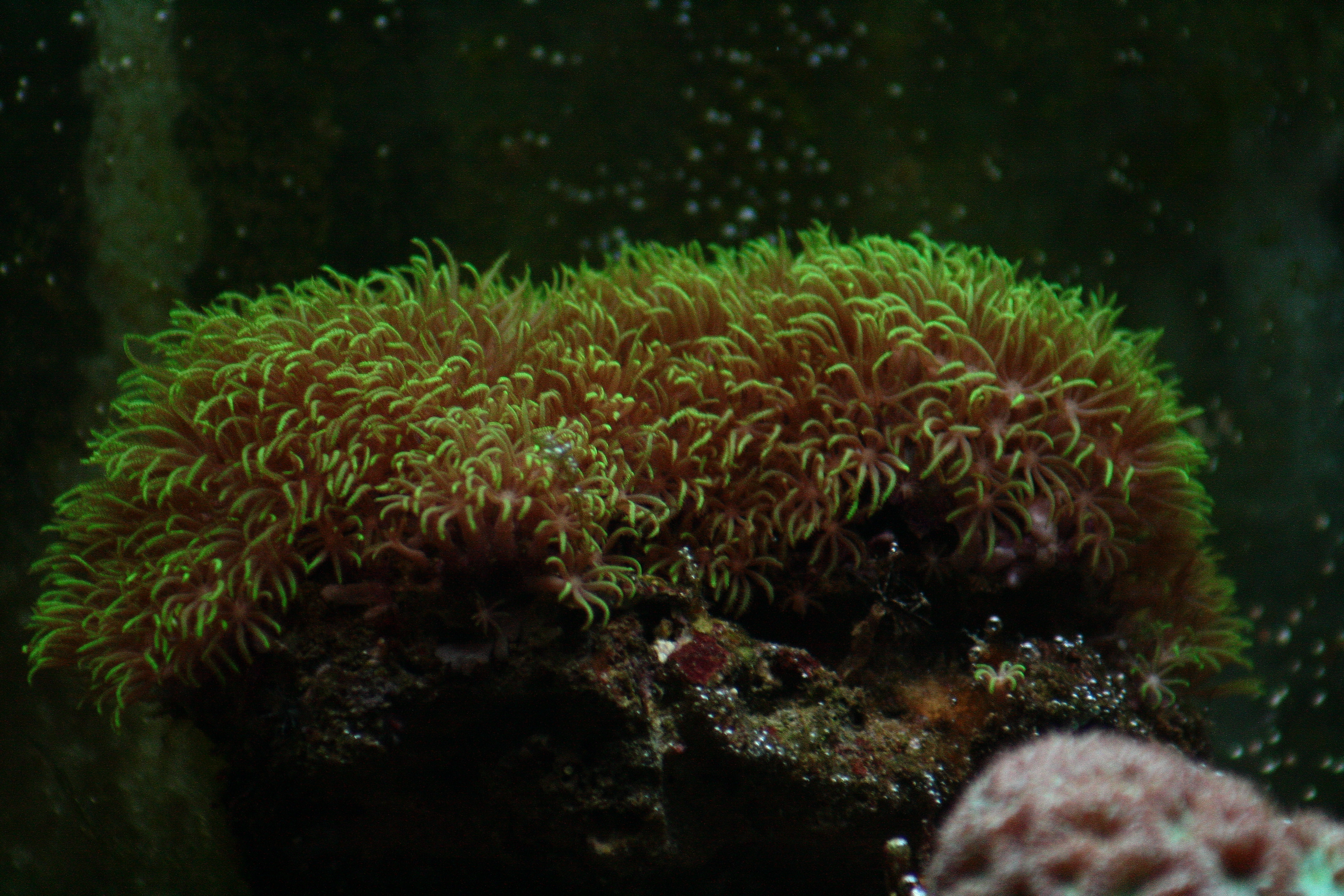
Clavularia viridis, un Clavulariidae.
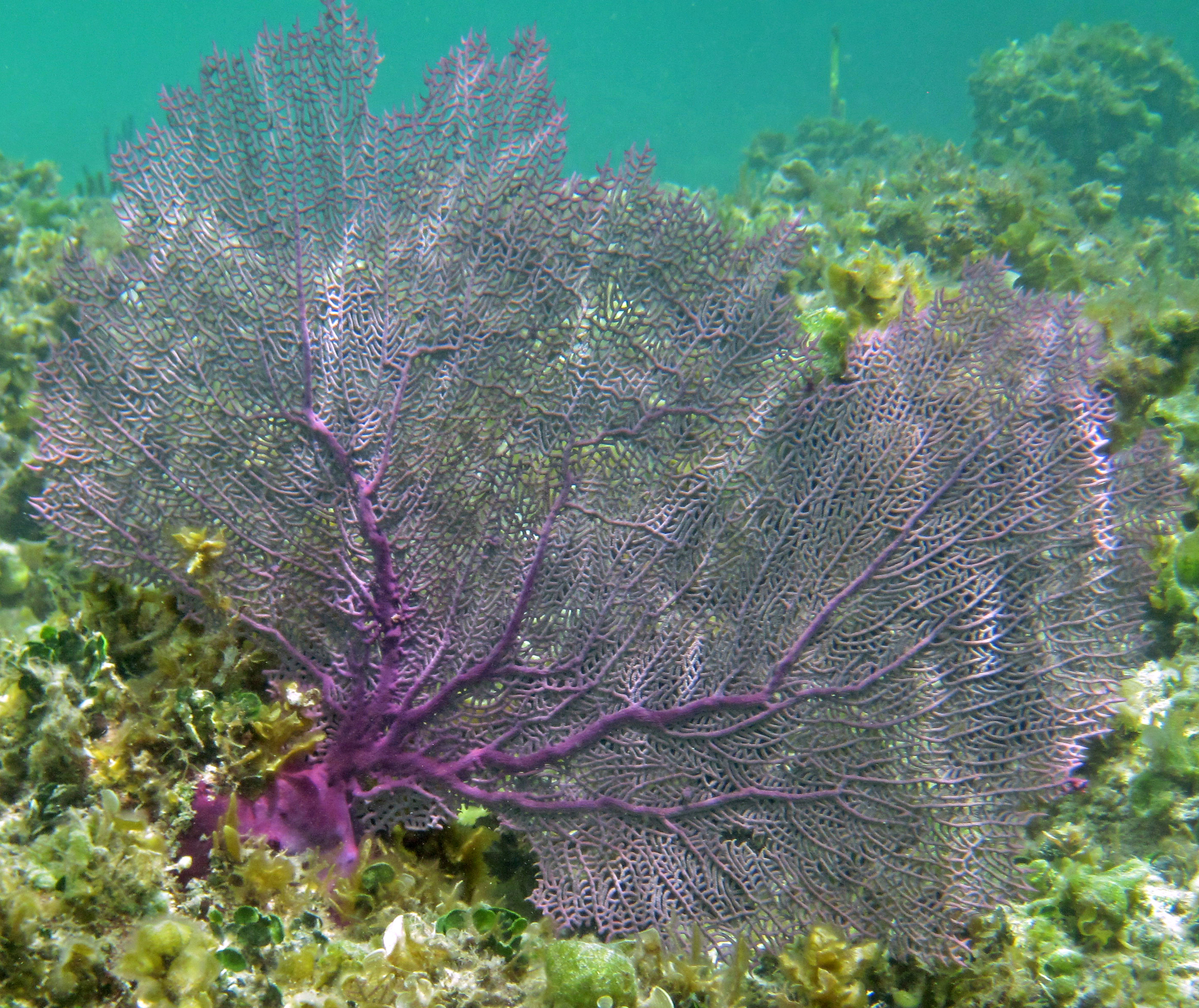
Gorgonia ventalina, un Gorgoniidae.
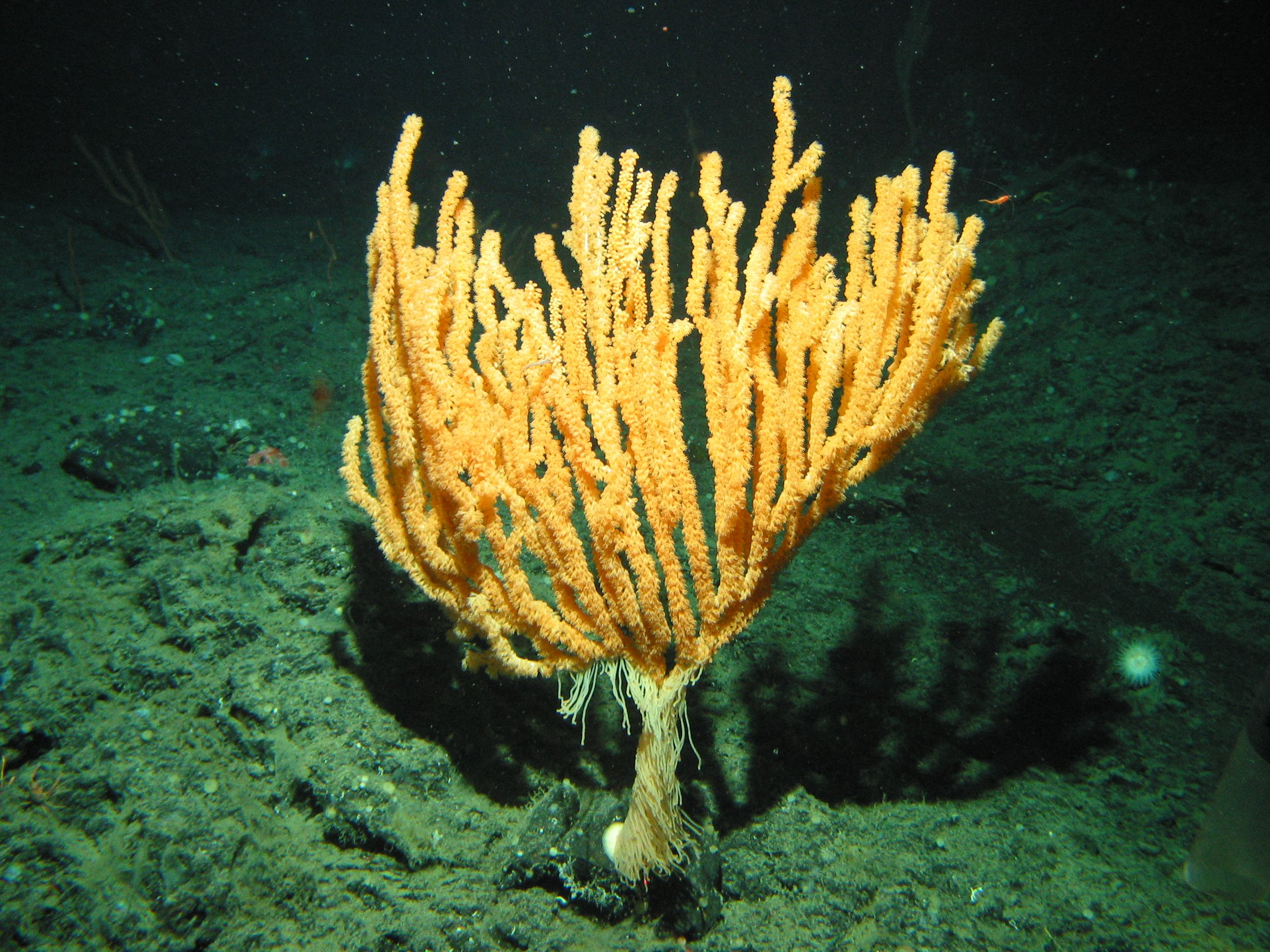
Isidella tentaculum, un Isididae.
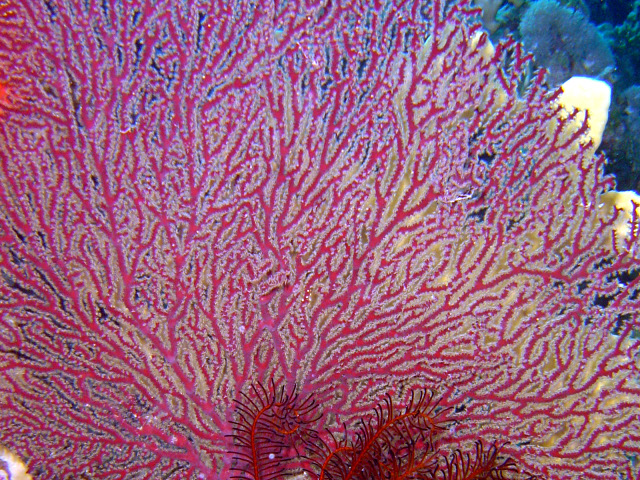
Acabaria splendens, un Melithaeidae.
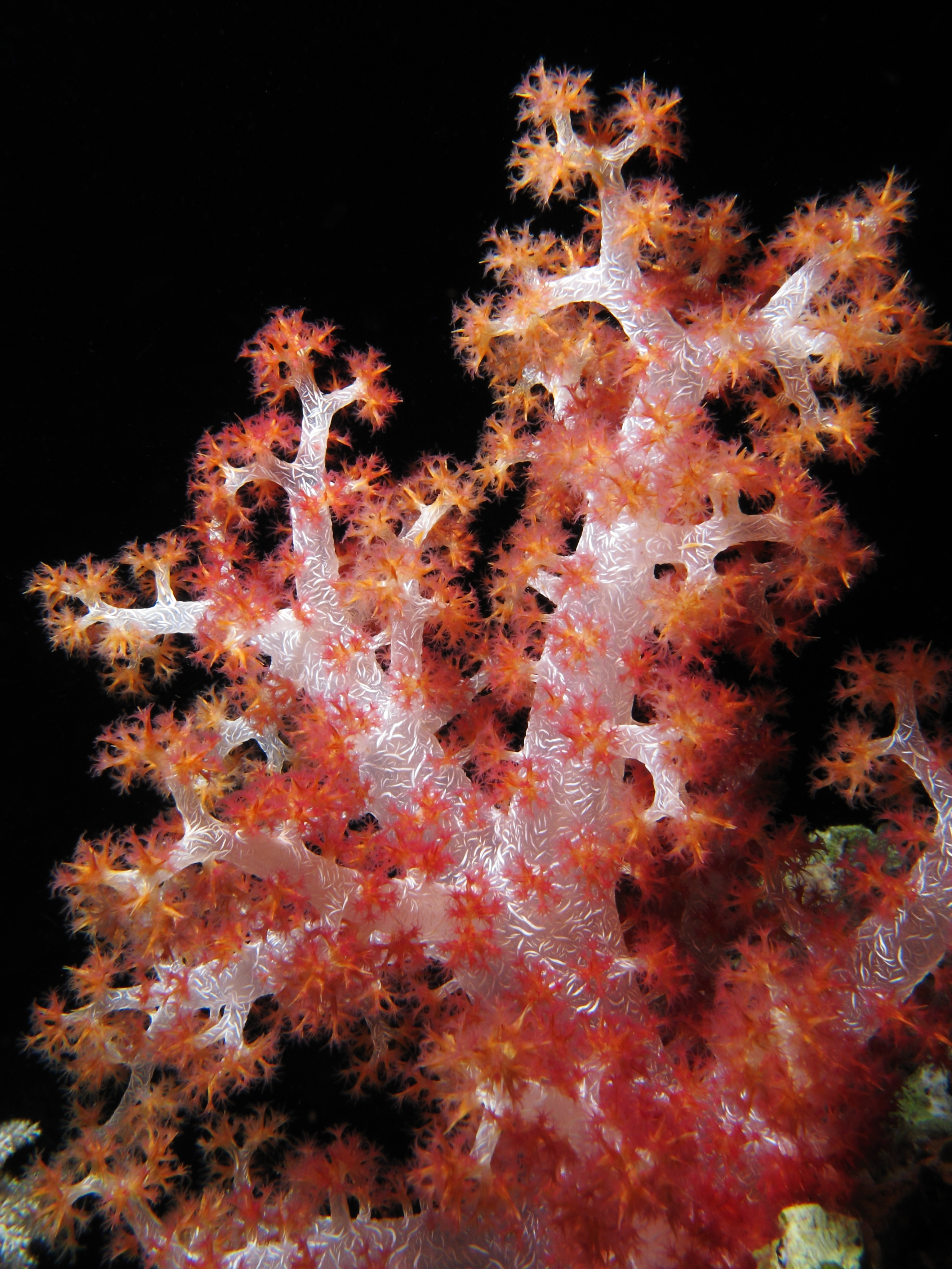
Dendronephthya hemprichi, un Nephtheidae.
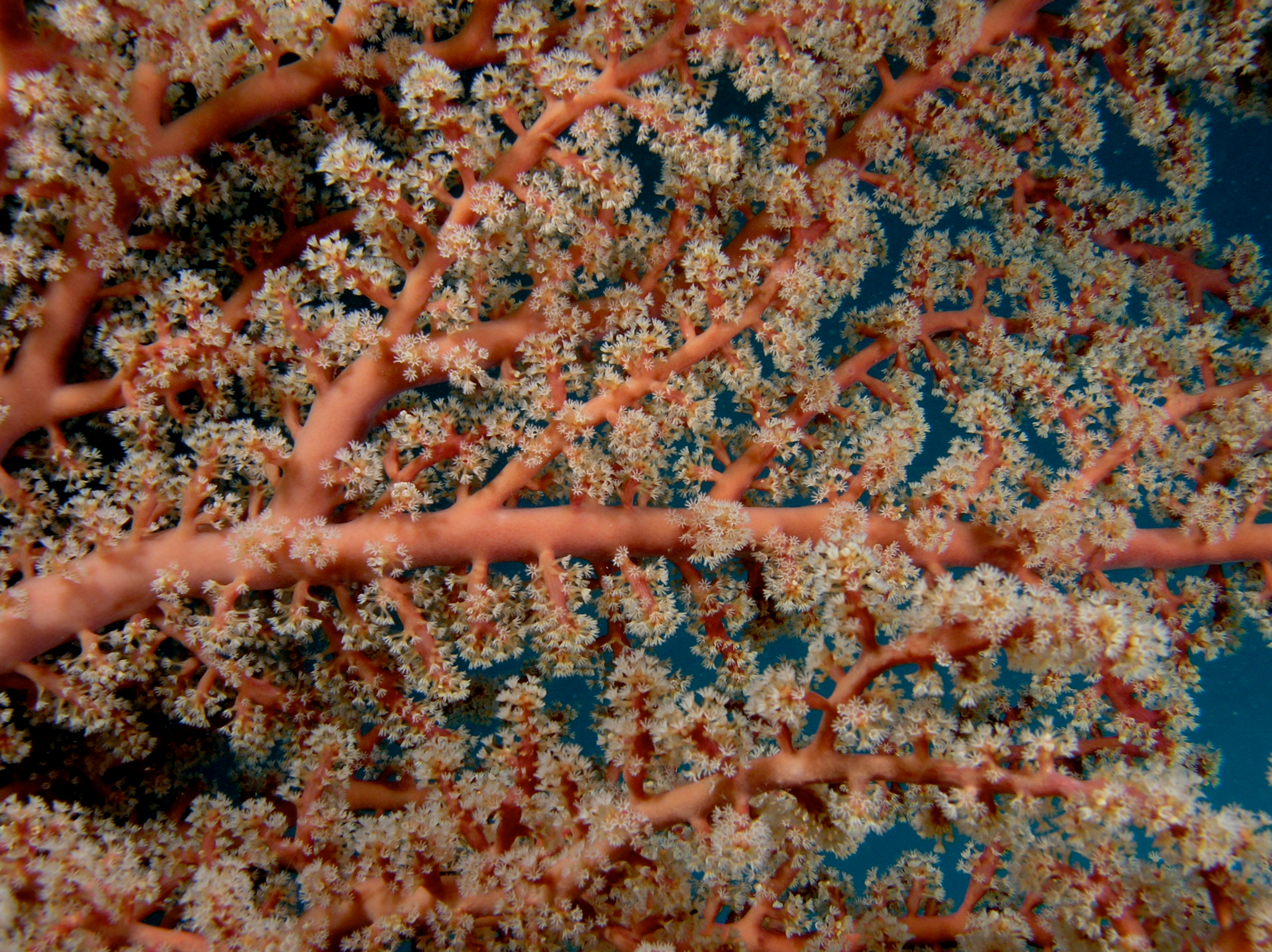
Siphonogorgia godeffroyi, un Nidaliidae.
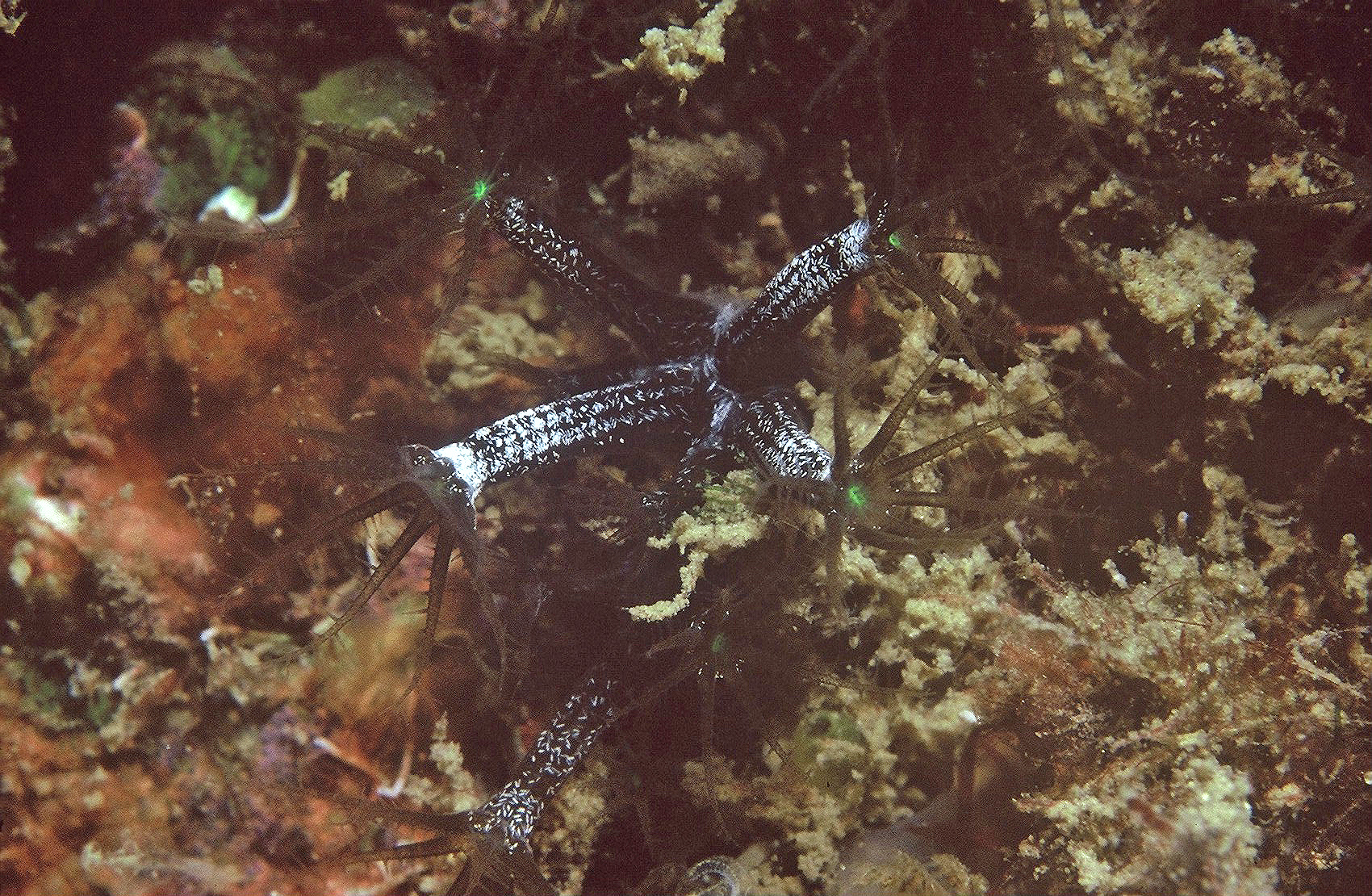
Maasella edwardsi, un Paralcyoniidae.
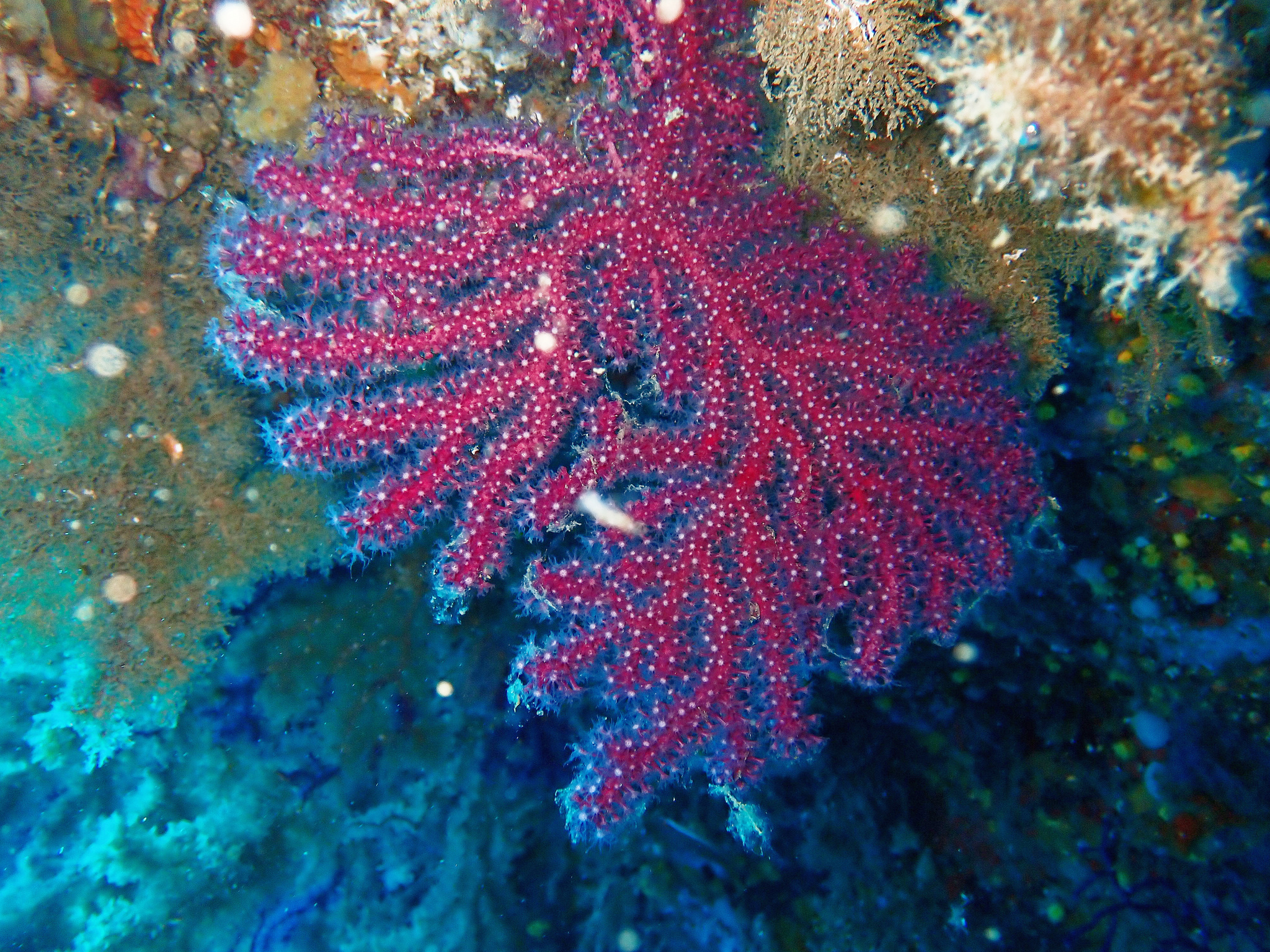
Paramuricea clavata, un Paramuriceidae.
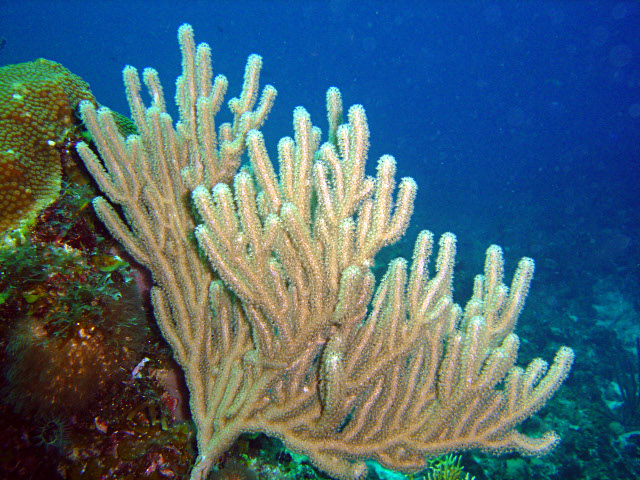
Muricea elongata, un Plexauridae.
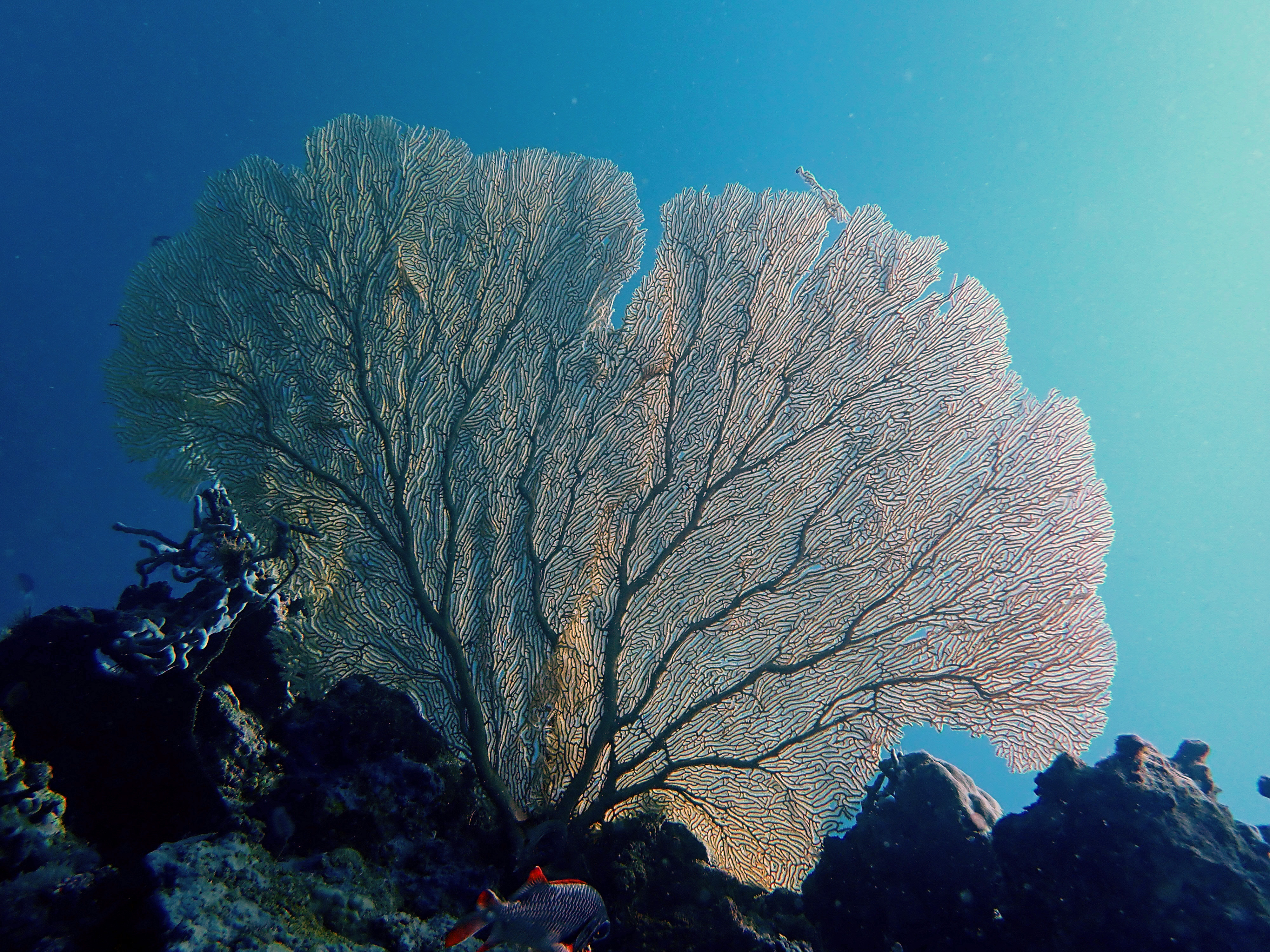
Annella mollis, un Subergorgiidae.
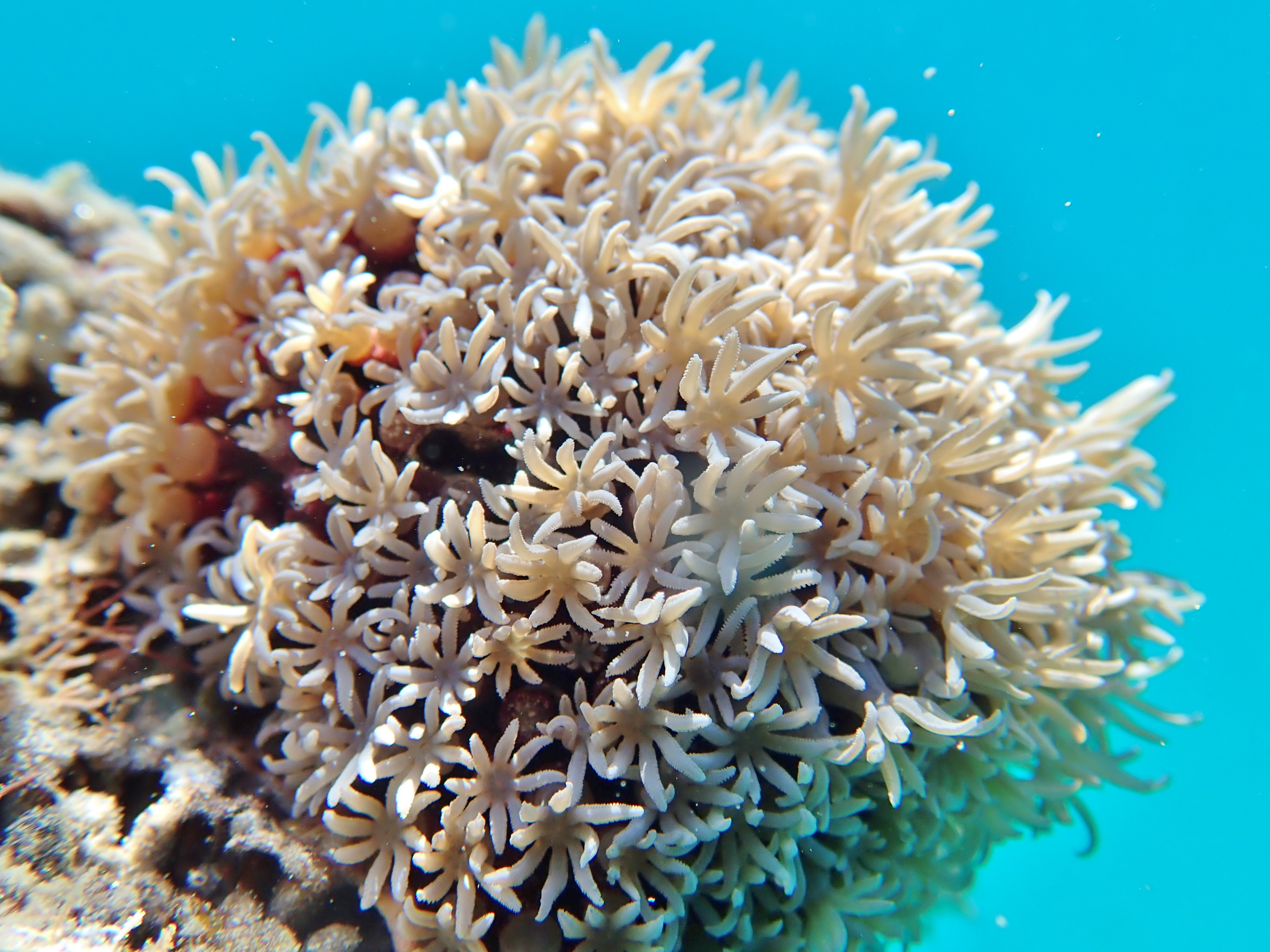
Tubipora musica, un Tubiporidae.
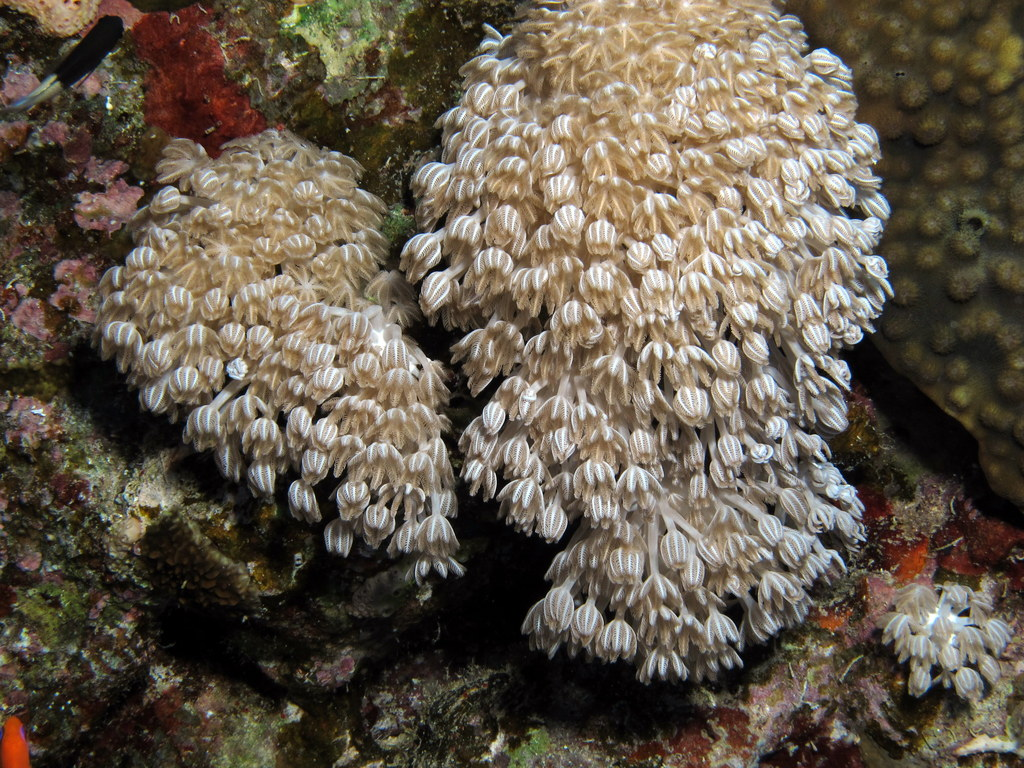
Heteroxenia fuscescens, un Xeniidae.

## Systématique
Le nom valide complet (avec auteur) de ce taxon est Malacalcyonacea McFadden (d), van Ofwegen (d) & Quattrini (d), 2022,. Sa famille type est Clavulariidae Hickson, 1894.
Malacalcyonacea a pour synonymes :
- Alcyoniina
- Holaxonia Studer, 1887
- Protoalcyonaria
- Scleraxonia Studer, 1887
- Stolonifera Thomson & Simpson, 1909

## Publication originale
- (en) Catherine S. McFadden, Leen P. van Ofwegen et Andrea M. Quattrini, « Revisionary systematics of Octocorallia (Cnidaria: Anthozoa) guided by phylogenomics », Bulletin of the Society of Systematic Biologists, États-Unis, vol. 1, no 3 (8735),‎ 14 octobre 2022, p. 1-79 (e-ISSN 2768-0819, DOI 10.18061/bssb.v1i3.8735, lire en ligne, consulté le 21 février 2024).